# Aurelio González
Aurelio González (25 de setembro de 1905 – 9 de julho de 1997) foi um futebolista e treinador de futebol paraguaio, considerado por muitos o segundo maior jogador de seu país em todos os tempos, depois de Arsenio Erico. 

## Carreira

### Clubes
González, que jogava como atacante, iniciou a carreira no Sportivo Luqueño, transferindo-se logo depois para o poderoso Olímpia, onde permaneceria até o fim da carreira, apesar de cobiçado pelo San Lorenzo, da Argentina. Pelo Olímpia, conquistou três títulos consecutivos do campeonato paraguaio em 1927,1928 e 1929.
Pela Seleção Paraguaia, disputou as Copas América (na época Campeonato Sul-Americano) de [[Campeonato Sul-Americano de Futebol 1929|1929] e 1937[carece de fontes?] e a Copa do Mundo de 1930.

### Treinador
Após encerrar a carreira de jogador tornou-se técnico de futebol, comandando a seleção de seu país em três oportunidades: de 1946 a 1947,  de 1955 a 1959 e de 1965 a 1974. Foi o treinador do Paraguai na Copa do Mundo de 1958. Também treinou o Olímpia, obtendo grande sucesso; levou este clube à final da primeira edição da Copa Libertadores da América, em 1960. Em Sportivo Luqueño trabalhar em treinar ad honorem em gratitude ao clube que descobriu.